# Andreas Avraam
Andreas Avraam (griechisch Ανδρέας Αβρααμ; * 6. Juni 1987 in Larnaka) ist ein ehemaliger zypriotischer Fußballspieler.

## Karriere

### Klub
Er begann seine Karriere in der Saison 2005/06 beim Zweitligisten Omonia Aradippou. Anfang 2007 wechselte er ins Oberhaus zum amtierenden Meister Apollon Limassol. Seinen ersten Einsatz erhielt er am 4. März 2007 bei einer 1:2-Niederlage gegen Omonia Nikosia. Er wurde zur 75. Minute für João Paiva eingewechselt, und erhielt in der Saison einen weiteren Einsatz, sowie in den folgenden Spielzeiten mehr Einsätze, bis er in der Saison 2009/10 Stammspieler wurde.
Von der Saison 2011/12 spielte er bei Omonia Nikosia wechselte. Hier spielte er auch international in der Champions League und Europa League und gehörte ebenfalls zum Stammpersonal, genau wie ab Ende Januar 2013 nach seinem Wechsel zu Anorthosis Famagusta, wo er bis Ende der Saison 2015/16 aktiv war.
Für die Laufzeit der Saison wechselte er ablösefrei zu AE Larisa ins benachbarte Griechenland. Hier verpasste er einige Partien um den Jahreswechsel herum, die er wegen einer Achillessehnenquetschung verletzt ausfiel. Zurück auf Zypern spielte er bei AEL Limassol.
Es folgten Stationen bei Anorthosis Famagusta und Karmiotissa FC, wo er in der Spielzeit 2022/23 noch 14 Spiele absolvierte. Anschließend beendete er seine aktive Karriere im Jahr 2023.

### Nationalmannschaft
Seinen ersten Einsatz für die Nationalmannschaft von Zypern, erhielt er bereits am 19. November 2008. Bei dem 2:1-Freundschaftsspielsieg über Belarus wurde er zur zweiten Halbzeit für Stathis Aloneftis eingewechselt und schoss in derselben Minute nach Flanke von Dimitrios Christofi das Tor zum zwischenzeitlichen 2:0.
Bis 2023 absolvierte er insgesamt 47 Länderspiele und erzielte dabei fünf Tore. Zudem war er auch Teil der zyprischen U-21-Nationalmannschaft (2007–2009).